# Авіабаза Патрік (Флорида)
База космічних сил Патріка (англ. Patrick Space Force Base, IATA: COF, ICAO: KCOF, FAA LID: COF) — об'єкт космічних сил США, розташований між Сателлайт-Біч і Коко-Біч, в окрузі Бревард, Флорида, США. Названий на честь генерал-майора Патріка Мейсона, USAAC. Тут знаходиться космічний пусковий майданчик Delta 45 (SLD 45), відомий як 45-те космічне крило (45 SW), коли входив до складу ВПС. На додаток до своїх обов'язків «господарського крила» в Patrick SFB, 45 SW контролює та експлуатує станцію космічних сил на мисі Канаверал (CCSFS) і Східний діапазон. Спочатку він був відкритий і експлуатувався з 1940 по 1947 рік як військово-морська авіаційна база Banana River, аеродром ВМС США. Потім був ліквідований як військово-морська база в 1947 році та переведений у статус доглядача, поки не був переданий ВПС наприкінці 1948 року.
Додаткові види діяльності орендарів Patrick SFB включають 920-е рятувальне відділення, Центр технічних застосувань ВПС та Інститут управління рівними можливостями оборони (DEOMI). Загальна кількість зайнятих становить 10 400 осіб. На базі перебуває 13 099 військових, утриманців, цивільних службовців і підрядників.